# Vauciennes, Marne

Vauciennes este o comună în departamentul Marne, Franța. În 2009 avea o populație de 299 de locuitori.